# Hasvik
Hasvik ist eine Kommune im norwegischen Fylke Finnmark. Die Kommune liegt größtenteils auf der Insel Sørøya und hat 977 Einwohner (Stand: 1. Januar 2025). Verwaltungssitz ist die Ortschaft Breivikbotn.

## Geografie

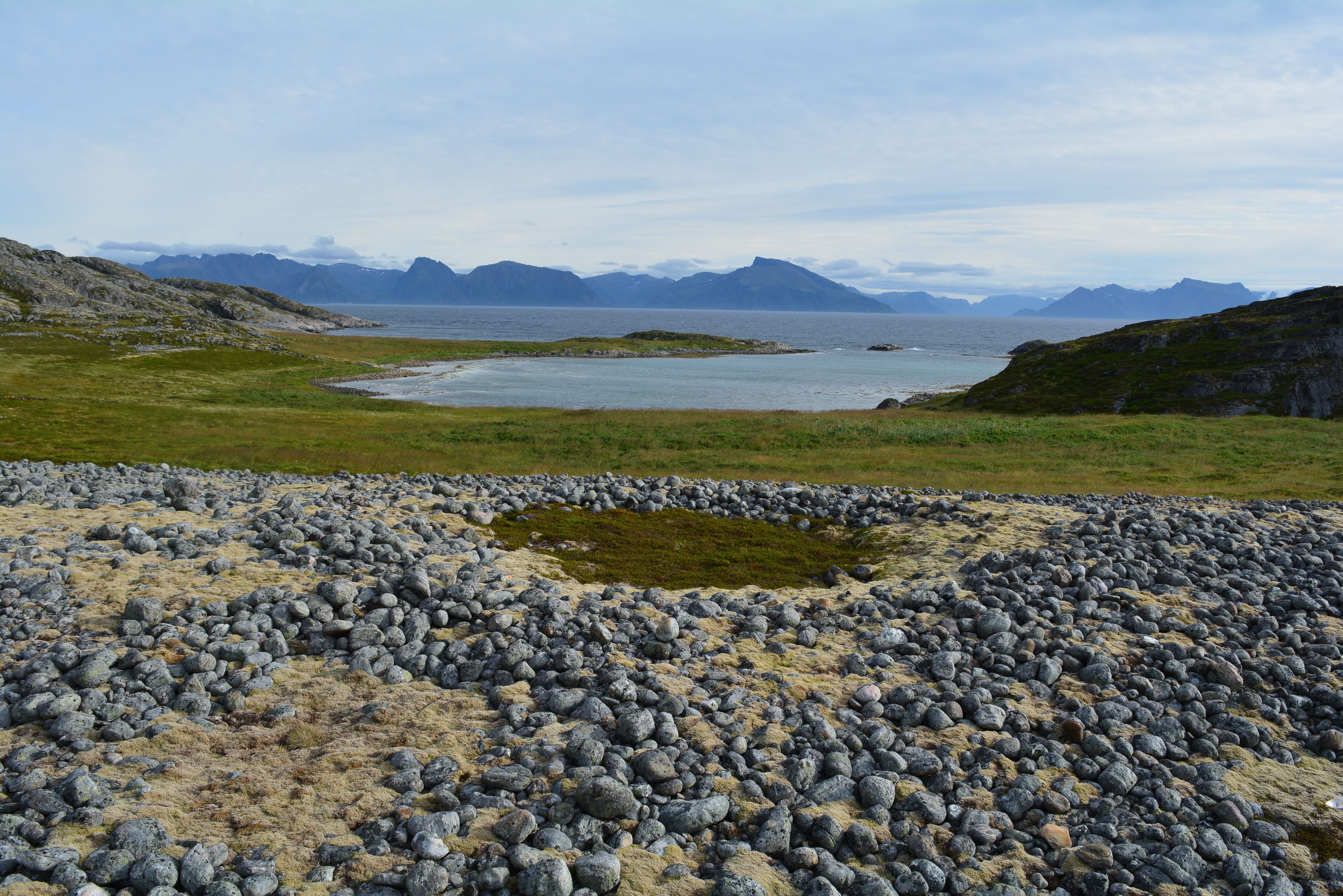
Steinzeithaus von Hasvik

Zur Kommune Hasvik gehört der Westen der Sørøya, der Nordosten der weiter südlich gelegenen Stjernøya sowie rund 90 weitere kleine Inseln. Die Sørøya geht mit insgesamt 466 km² in Hasvik ein, die Stjernøya mit 85 km². Im Norden grenzt das Nordpolarmeer an die Kommune Hasvik an, im Westen das Lopphavet. Hasvik grenzt auf der Sørøya an die Kommune Hammerfest und auf der Stjernøya an die Kommunen Alta und Loppa. Die Gesamtfläche der Kommune beträgt 555,43 km², wobei Binnengewässer zusammen 21,85 km² ausmachen.
Auf den beiden Hauptinseln ist die Küstenlinie von vielen Fjorden und einem steil zum Meer hin abfallenden Terrain geprägt. Die Erhebung Kjerringa auf der Stjernøya stellt mit einer Höhe von 958,7 moh. den höchsten Punkt der Kommune Hasvik dar.

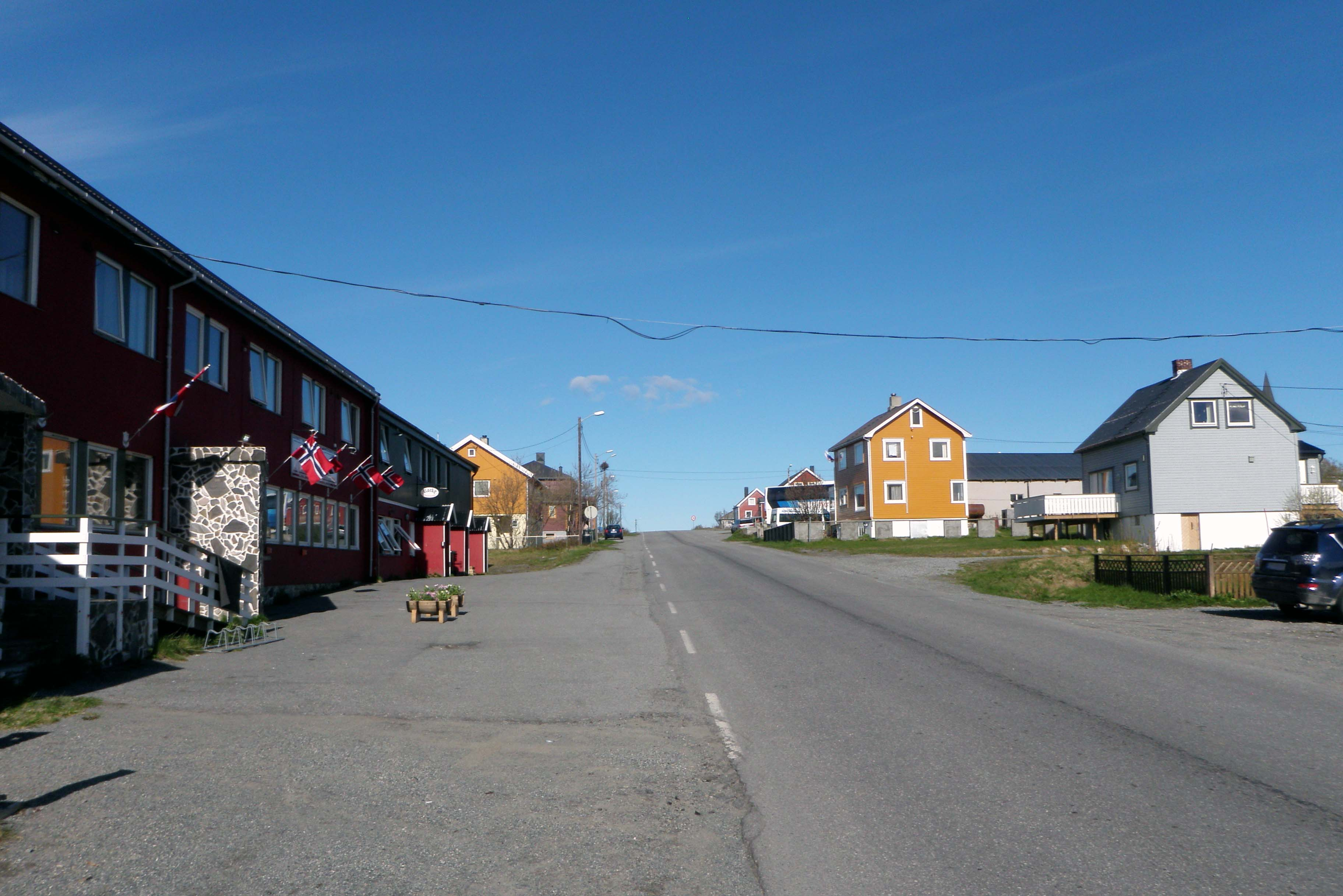
Blick auf Hasvik
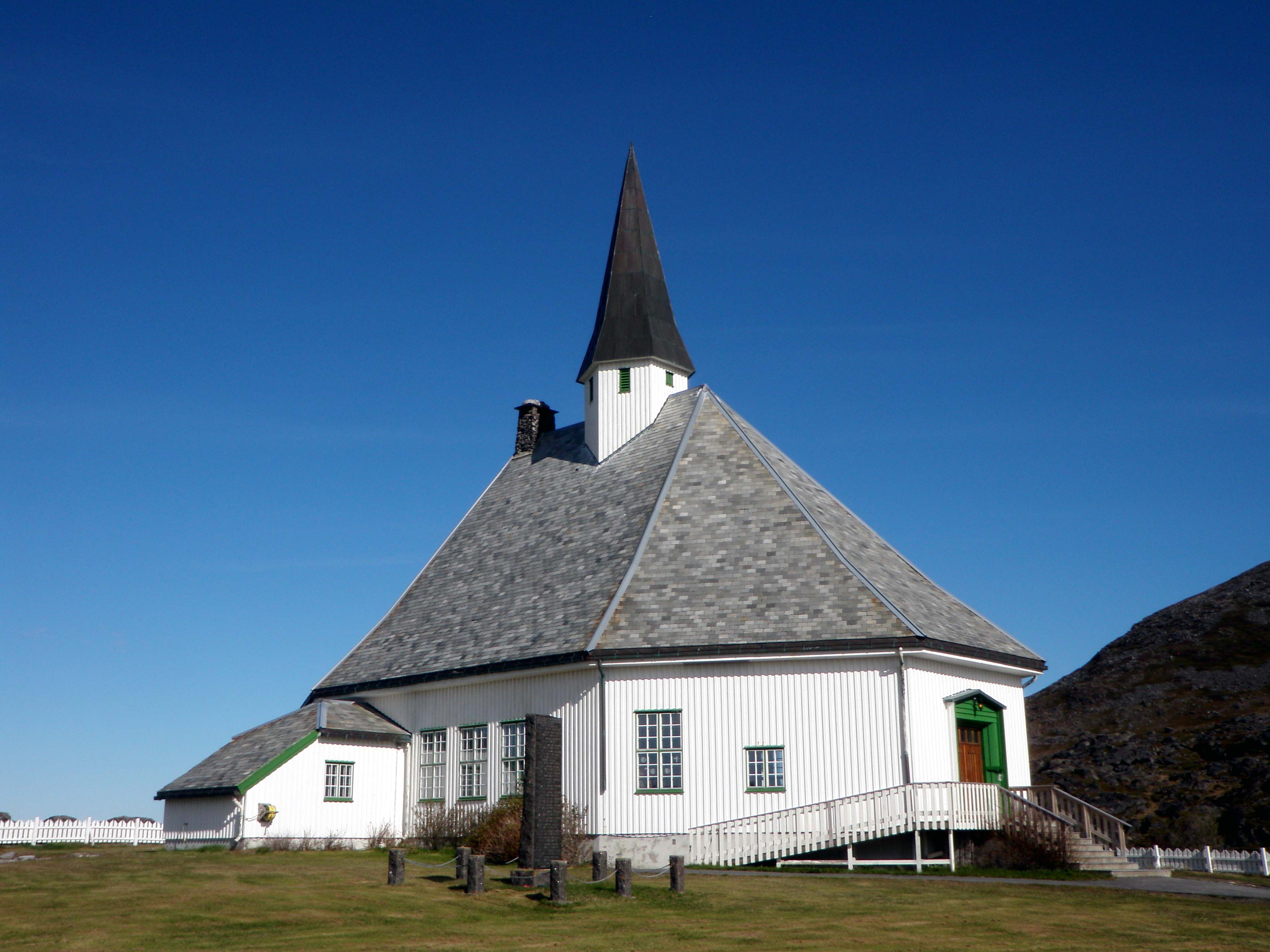
Kirche von Hasvik
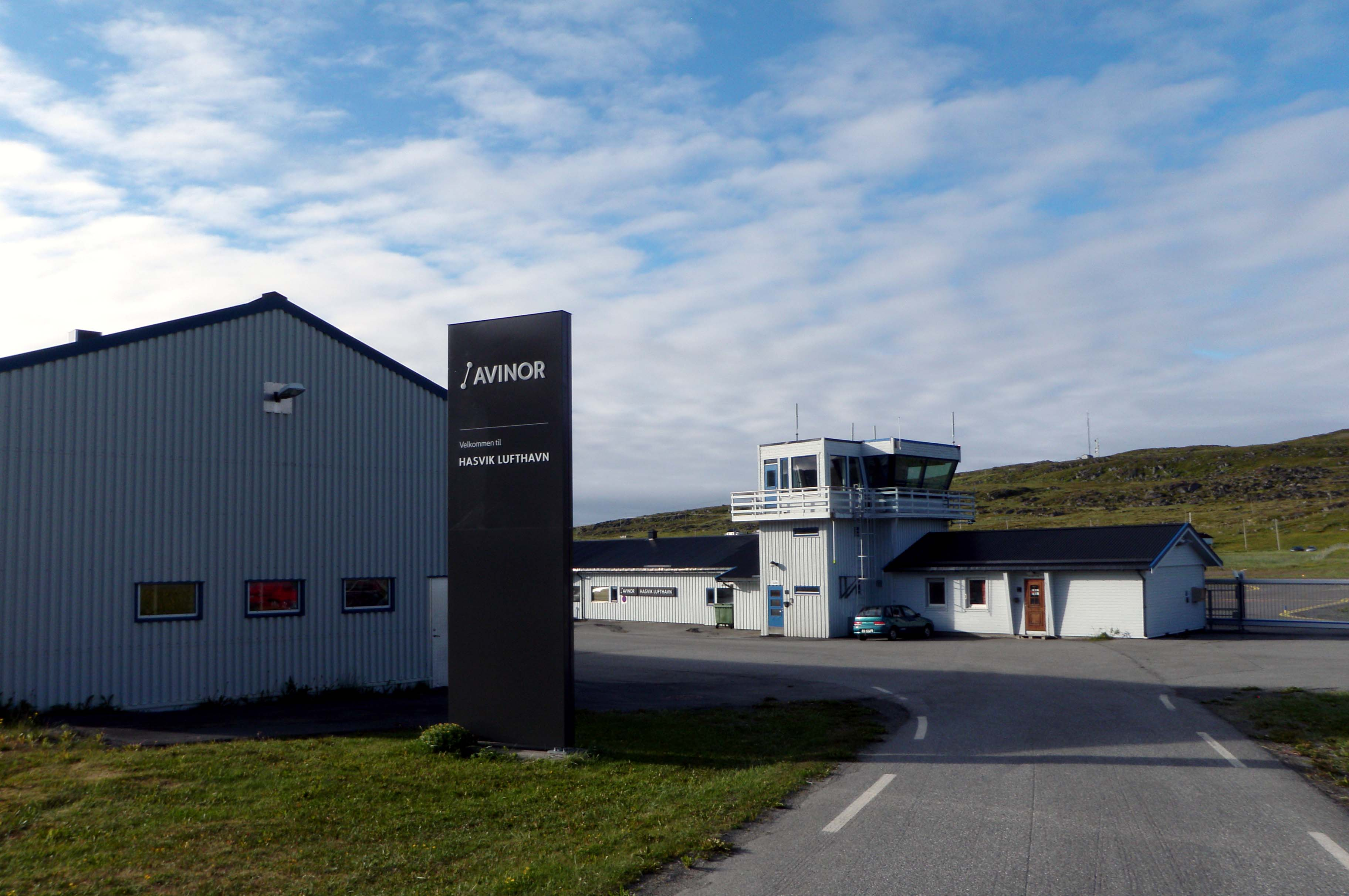
Flughafen Hasvik

## Einwohner
Die meisten Einwohner der Kommune leben an der Westküste der Sørøya. Dort befinden sich auch die zwei Ortschaften Breivikbotn und Hasvik. Viele frühere Fischerdörfer sind mittlerweile verlassen. Die Einwohnerzahl der Kommune sank ab dem Ende des Zweiten Weltkriegs nahezu kontinuierlich. In den 2010er-Jahren stieg sie wieder leicht an. In der Gemeinde liegen zwei sogenannte Tettsteder, also zwei Ansiedlungen, die für statistische Zwecke als eine städtische Siedlung gewertet werden. Diese sind Breivikbotn mit 315 und Hasvik mit 355 Einwohnern (Stand: 1. Januar 2024).
Die Einwohner der Kommune werden Hasvikværing genannt. Offizielle Schriftsprache ist Bokmål, die weiter verbreitete der beiden norwegischen Sprachformen.
| Jahr          | 1986 | 1990 | 1995 | 2000 | 2005 | 2010 | 2015 | 2020 | 2025 |
| ------------- | ---- | ---- | ---- | ---- | ---- | ---- | ---- | ---- | ---- |
| Einwohnerzahl | 1537 | 1337 | 1334 | 1200 | 1049 | 934  | 1041 | 1005 | 977  |

## Geschichte
Die Kommune Hasvik wurde im Jahr 1853 gegründet, als sie von Loppa abgespalten wurde. Loppa verblieb nach der Abspaltung mit 801 Einwohnern. Hasvik hatte bei seiner Gründung 506 Einwohner.
In der Ortschaft Hasvik steht die Hasvik kirke. Die Holzkirche hat einen achteckigen Grundriss und wurde im Jahr 1955 erbaut.

## Wirtschaft und Infrastruktur

### Verkehr
Entlang der Westküste der Sørøya verläuft der Fylkesvei 882. Die Straße führt von der Ortschaft Sørvær im Nordwesten über Breivikbotn zur Ortschaft Hasvik im Südwesten der Kommune. Von der Ortschaft Hasvik aus führt eine Fährverbindung auf das Festland, wo der Fylkesvei 882 weiter in den Süden zur Europastraße 6 (E6) führt. Im Süden der Ortschaft Hasvik befindet sich der Flughafen Hasvik. Der von Avinor betriebene Flughafen hat direkte Flugverbindungen nach Tromsø und Hammerfest.

### Wirtschaft
Die Sørøya ist von reichen Fischgründen umgeben und die lokale Wirtschaft basiert vor allem auf der Fischerei und der Fischverarbeitung. Neben der traditionellen Fischerei ist auch die Fischzucht von Bedeutung. Landwirtschaft wird hingegen nur als Nebenerwerb betrieben. Dabei ist vor allem die Haltung von Schafen und Rentieren verbreitet. Die Bedeutung des Tourismus für die Gegend stieg mit der Zeit stark an. Auf der Sørøya liegt der Windpark Dønnesfjord (Dønnesfjord vindpark).

## Wappen
Beschreibung: In Blau eine auffliegend silberne Möwe.

## Persönlichkeiten
- Bilal Saab (* 1999), Sänger